# 공통 데스크톱 환경

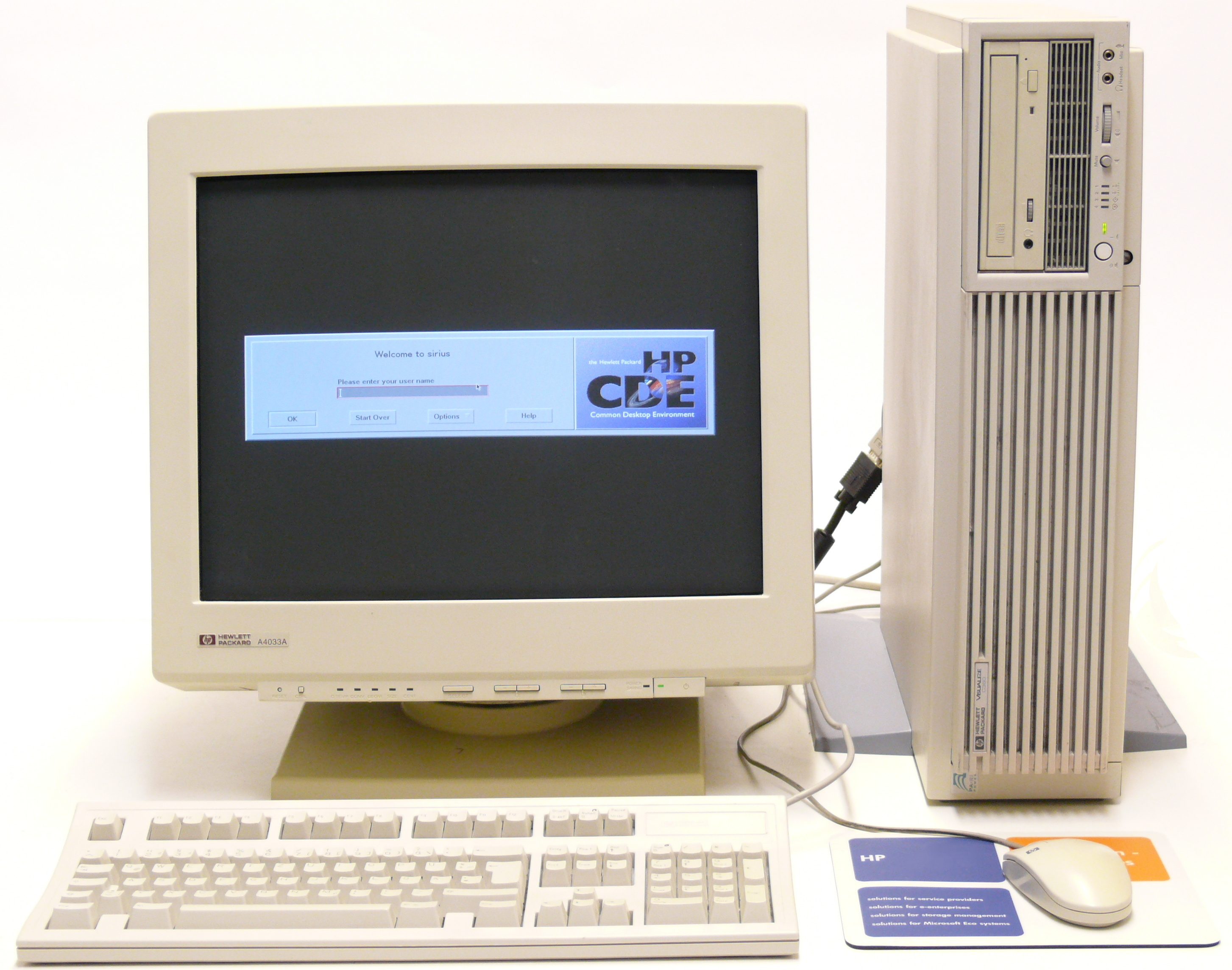
HP 9000 컴퓨터에서 보여지는 공통 데스크톱 환경의 로그인 매니저

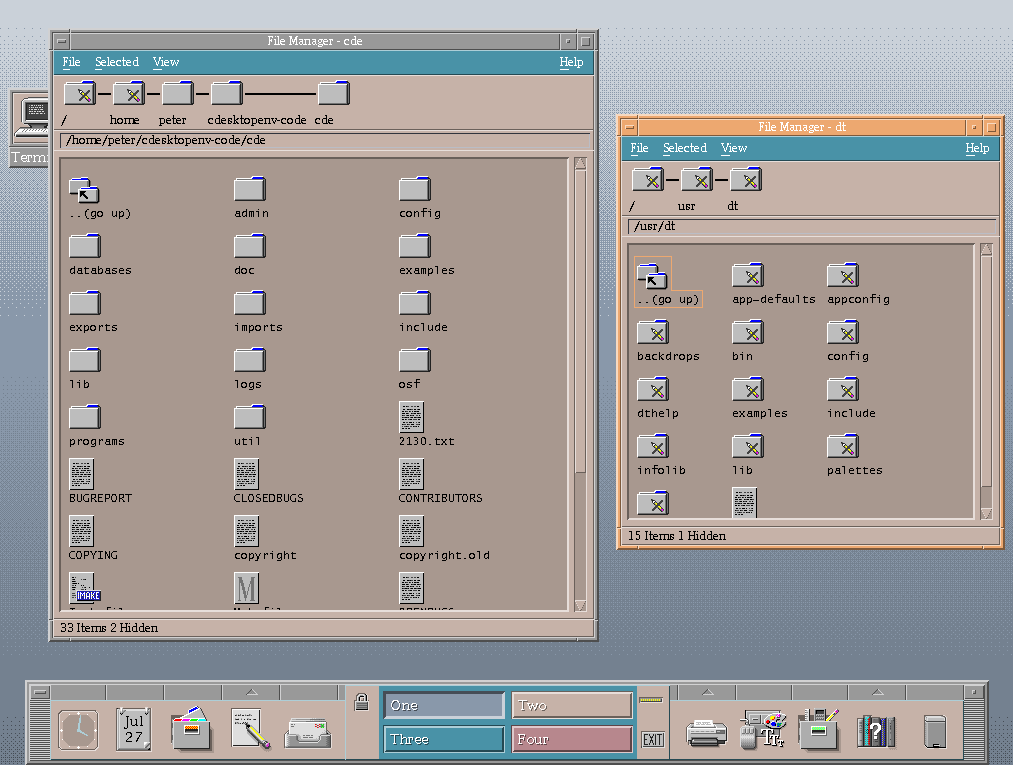
공통 데스크톱 환경의 파일 매니저

공통 데스크톱 환경(Common Desktop Environment, 줄여서 CDE)은 유닉스를 위한 그래픽 데스크톱 환경이며 모티프 위젯 툴킷을 도입하고 있다. 유닉스 표준화 단체들 가운데 하나인 공통 개방형 소프트웨어 환경이 지정한 유닉스 GUI 규격이다. HP사의 오픈VMS는 CDE를 표준 데스크톱 환경으로 사용한다.

## CDE를 사용하는 운영 체제
- AIX (IBM)
- 디지털 유닉스/트루64 유닉스 (원래 디지털 이큅먼트 코퍼레이션이었으나 지금은 휴렛 팩커드임)
- HP-UX
- 오픈VMS
- 솔라리스 (썬 마이크로시스템즈)
- 유닉스웨어 (유니벨)
- IRIX

## 같이 보기
- 룩 앤드 필